# Neoperla luteola
Neoperla luteola és una espècie d'insecte plecòpter pertanyent a la família dels pèrlids.

## Descripció
- Els adults presenten un color ocraci amb els ocels grans i unes ales de 13 mm de llargària.
- Els ous (ovalats i de 34 mm de llarg) no es poden distingir dels de Neoperla affinis, tot i que els genitals femenins de totes dues espècies es diferencien clarament els uns dels altres.[5]

## Hàbitat
En el seu estadi immadur és aquàtic i viu a l'aigua dolça, mentre que com a adult és terrestre i volador.

## Distribució geogràfica
Es troba a Malèsia: Bali i Java.